# Генеральний комісаріат Білорусь

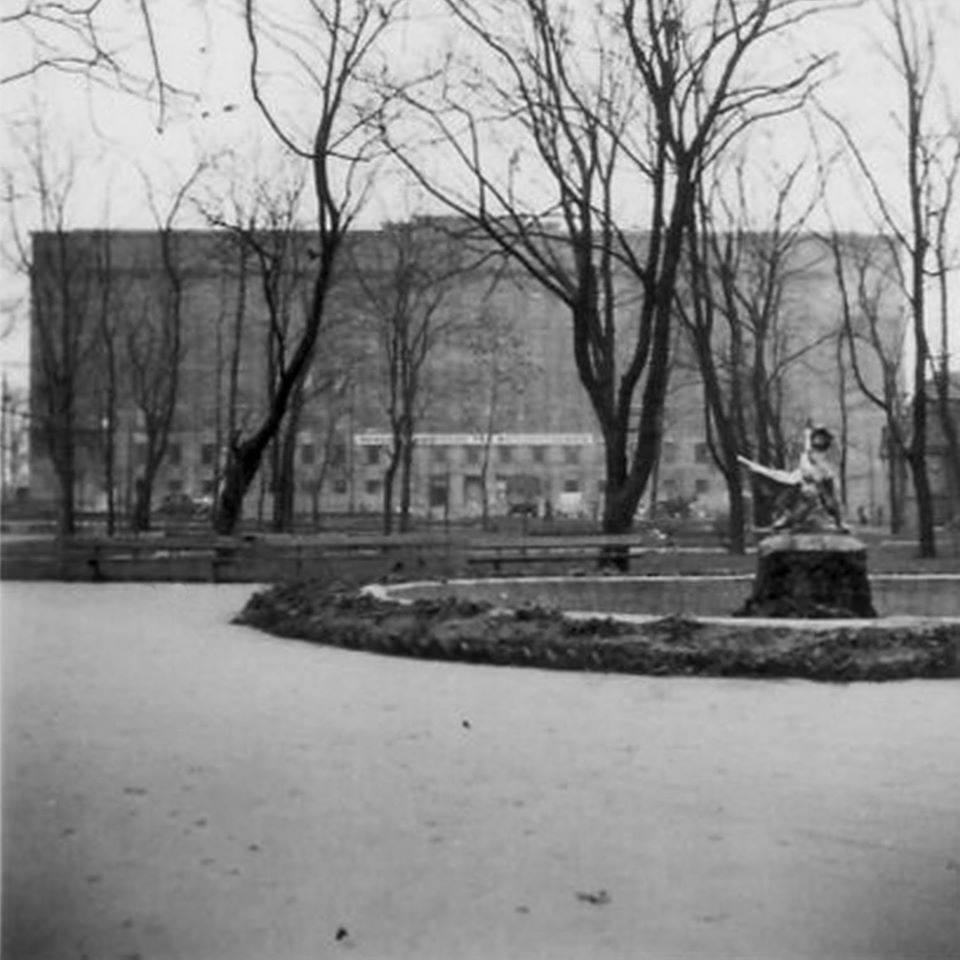
Будинок генерального комісаріату
(з червня 1943)

Генера́льний комісаріа́т Білору́сі (біл. Генэральны камісарыят Беларусь, Hieneralny kamisaryjat Biełaruś; нім. Generalkommissariat Weißruthenien) — вищий орган окупаційної цивільної адміністрації на території генеральної округи Білорутенія у Райхскомісаріаті Остланд (нім. Generalbezirk Weißruthenien im Reichskommissariat Ostland).
Генеральний комісаріат Білорусі створено наприкінці липня — серпні 1941 року. Складався з 5 головних відділів: політики, управління, господарства, техніки, праці (з 1944). Склад апарату комплектувався з осіб німецької національності. Генеральний комісаріат Білорусі з 1 вересня 1941 очолював колишній гауляйтер НСДАП з Бранденбурга Вільгельм Кубе, а після того, як 22 вересня 1943 його було вбито, на цю посаду було тимчасово призначено заступника Вищого начальника СС і поліції Центральної Росії, групенфюрера СС Курта фон Готберга (27 вересня 1943  — червень 1944).
Генеральному комісаріату безпосередньо підпорядковувалися обласні комісаріати, міський комісаріат Мінська, сили поліції, безпеки і СД.
Генеральний комісаріат Білорусі втілював у життя політику, спрямовану на якомога ефективніше використання економічного потенціалу, людських і матеріальних ресурсів окупованої території в інтересах нацистської Німеччини, проводив різні політичні та ідеологічні заходи, зокрема в рамках політики вайсрутенізації.